# Phrysapoderus pulchellus
Phrysapoderus pulchellus es una especie de coleóptero de la familia Attelabidae.

## Distribución geográfica
Habita en Sri Lanka.